# Chevrolet Spark (2009)
La Chevrolet Spark è un'utilitaria compatta, prodotta dal 2009 al 2016, dalla divisione coreana della casa automobilistica americana Chevrolet, come erede del modello Matiz. Nel 2015 ne è stata presentata la quarta generazione.
Si tratta di una vettura venduta in tutto il mondo con differenti denominazioni e assemblata in numerosi mercati: il modello importato in Europa viene prodotto in Corea del Sud nello stabilimento della GM Korea (precedentemente nota come GM Daewoo) di Changwon. In India la vettura è stata ribattezzata come Chevrolet Beat e viene prodotta nello stabilimento di Gujarat mentre piccole produzioni locali in CKD vengono effettuate anche in Colombia (presso lo stabilimento di Bogotà) e in Uzbekistan (stabilimento di Asaka) dove si effettua solo l'assemblaggio del modello con i pezzi provenienti dalla Corea.
Sul solo mercato coreano la Spark è stata venduta dal 2009 fino al 2011 con la denominazione Daewoo Matiz Creative in seguito sostituita dal globale marchio Chevrolet. In Australia invece la vettura viene venduta come Holden Barina Spark a causa dell'assenza del marchio Chevrolet sul mercato locale.

## La nascita
Il percorso che ha visto nascere la Spark è stato abbastanza complesso, la Matiz era stata un grande successo sia in Europa sia in Asia e proporre una degna erede richiedeva il supporto del pubblico; infatti quando nel 2007 la General Motors propose al Salone Internazionale dell'automobile di New York le tre concept car Grove, Trax e Beat i clienti della Matiz sono stati invitati dalla casa a un sondaggio per proclamare quale fosse la versione che più rispecchiasse le esigenze del pubblico. La Trax proponeva una linea arrotondata su una carrozzeria da mini crossover con trazione integrale, motore 1.0 benzina, scudi paracolpi applicati nella parte bassa dei paraurti e vistosa calandra frontale con fari circolari. La Groove proponeva una carrozzeria squadrata da monovolume stile rétro con un vasto frontale ispirato ai grandi pick-up truck americani e fanali posteriori in posizione verticale, il motore era un 1.0 turbodiesel e la trazione anteriore. 

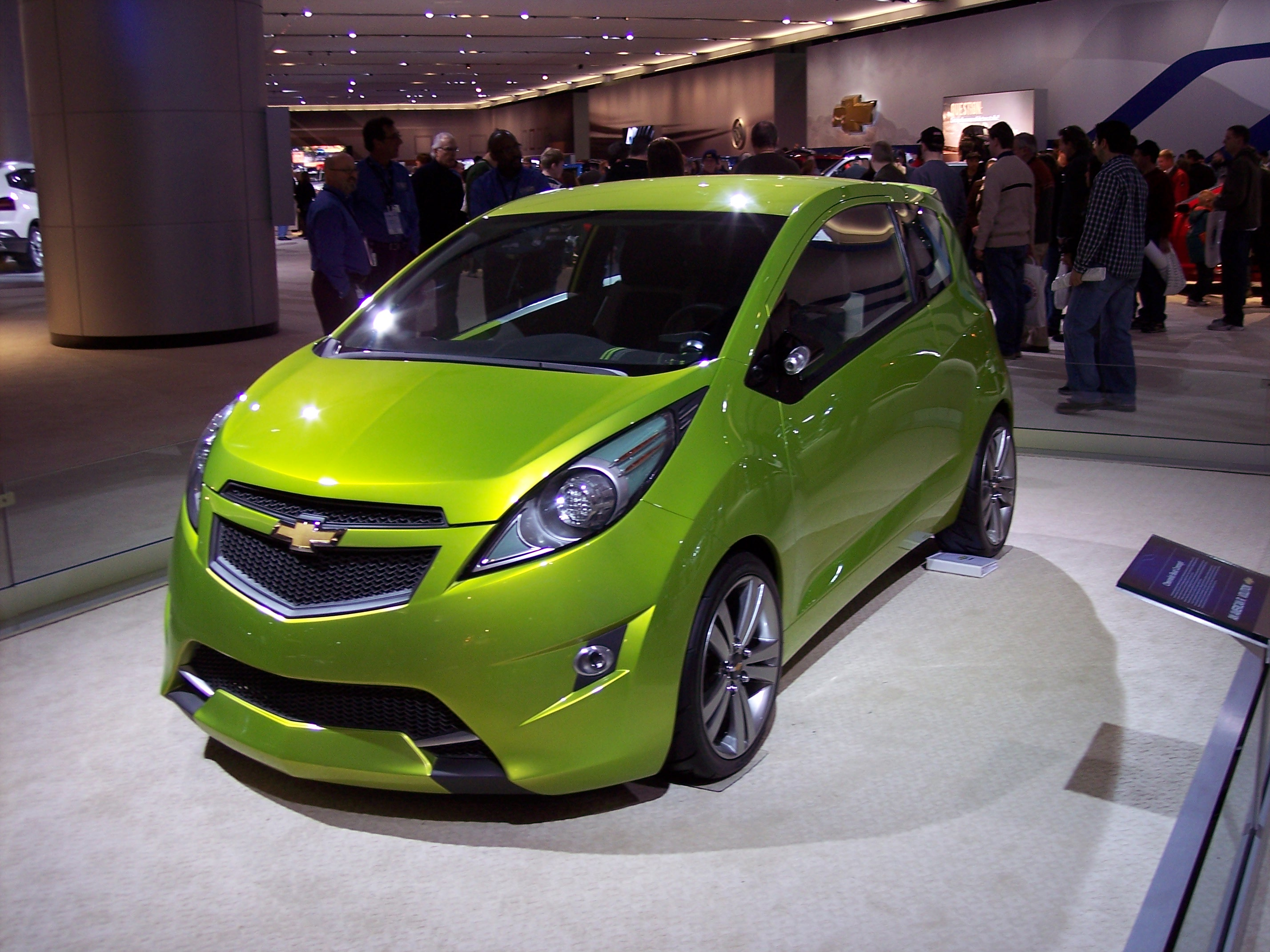
La concept car Chevrolet Beat

Infine c'era la Beat che proponeva un motore 1.2 benzina turbocompresso, una carrozzeria tre porte dalle linee sportive e filanti con un profilo a cuneo e fanali posteriori verticali. La Beat è stata la concept car che è più piaciuta al pubblico e per questo la General Motors (proprietaria dei marchi Chevrolet e Daewoo) ha subito proseguito nella fase di progettazione del modello definitivo. Inoltre le Chevrolet Groove e Trax sono state disegnate e prodotte dal GM Tech Center di Warren (Michigan) mentre la Spark concept è stata sviluppata dalla GM India.
Il progetto che ha dato alla luce la Spark definitiva segue il filone di sigle industriali inaugurato dalla Matiz; il codice M300 viene formato dall'iniziale M, abbreviazione di microcar, mentre il numero 300 identifica il modello. Sviluppata in Corea del Sud dalla GM DAT (General Motors Daewoo Auto & Technology) il design è frutto del centro stile Chevrolet americano mentre tutti gli organi meccanici sono di nuova concezione e verranno condivisi con le future autovetture facenti parte del gruppo. Inizialmente era stato sviluppato per il modello definitivo un solo motore a benzina facente parte della famiglia S-Tec da 1,2 litri di cilindrata dotato di turbocompressore e di circa 100 cavalli di potenza massima, ma in seguito questa unità sarà messa da parte in favore di motori meno potenti poiché questo piccolo turbo avrebbe incrementato fin troppo i costi di produzione.

## Il design
La nuova Spark debutta al Salone dell'automobile di Ginevra nel 2009; è più lunga di 14 centimetri rispetto alla precedente Matiz, raggiungendo i 3,64 metri di lunghezza complessiva. Lo stile inaugura il nuovo family feeling che sarà seguito dalle future automobili della casa americana. Il taglio sportivo e spigoloso della carrozzeria viene marcato dal frontale con degli enormi fanali e una vistosa calandra sdoppiata, la fiancata possiede i passaruota in rilievo e le maniglie delle portiere posteriore sono state incernierate al montante. La coda dispone dei fanali di forma di doppio ovale con la luce di stop a LED e una profonda nervatura nel paraurti inferiori che ospita il terminale di scarico cromato (sulle versioni di punta). La carrozzeria è realizzata in acciai ad alta resistenza con deformazione programmata in caso d'impatto.
L'abitacolo è abbastanza spazioso per quattro adulti benché l'auto sia omologata come una cinque posti. Grazie alle quattro portiere più l'ampio cofano del vano bagagli l'accesso a bordo risulta molto facile, i sedili sono rivestiti in tessuto ma per alcuni mercati asiatici la Spark dispone anche della selleria in pelle. La plancia segue lo stile della carrozzeria con un profilo a V che scende verso la zona centrale: i principali comandi del climatizzatore (manuale o automatico monozona con schermo a cristalli liquidi) e dell'autoradio CD (con MP3 e ingresso AUX) sono stati sistemati nella zona centrale rivestita in plastica lucida mentre all'estremità troviamo degli inserti in plastica che imita l'alluminio e che culminano con le bocchette d'aerazione del clima. Nella parte superiore invece si trova lo schermo del computer di bordo che incorpora l'orologio digitale. La strumentazione di chiara ispirazione motociclistica è composta da due elementi: il tachimetro di forma circolare che ingloba anche alcune spie relative all'alimentazione e ai vari sensori, mentre un secondo schermo LCD di forma rettangolare riporta il contagiri e altre funzioni minori. Il bagagliaio possiede un volume di 170 litri, ampliabili fino a 578 litri con il divano posteriore in posizione reclinata.
Il nome Spark è stato adottato dal modello definitivo proprio per l'assenza di parentela con la precedente Matiz; tradotto in lingua italiana Spark vuol dire Scintilla infatti la nuova autovettura sarà la scintilla in termini di vendite della gamma europea Chevrolet, prevista una produzione annua di oltre 200 000 unità, presso lo stabilimento di Changwon in Corea del Sud, di cui oltre 29 000 saranno destinate al mercato italiano. Il nome Spark però non è nuovo, infatti è stato utilizzato per commercializzare la precedente Chevrolet Matiz solo in pochi mercati dell'est Europa mentre nel resto del mondo ha mantenuto il classico nome Matiz. Soltanto in Corea la nuova Spark viene venduta come Daewoo Matiz Creative. In India è stata presentata al Salone dell'automobile di Nuova Delhi nel gennaio del 2010 con il nome Chevrolet Beat dove sarà prodotta per il mercato locale.
In occasione del festival "Boardmasters" (Cornovaglia dal 4 all'8 agosto 2010) è stata presentata la Chevrolet Spark Woody Wagon, un'auto con un originalissimo look realizzato da Ian Cook. Il giovane designer si è ispirato ai modelli di auto americani degli anni '50-60.

## La dinamica
La Spark è un progetto totalmente nuovo quindi dalla Matiz non eredita nulla ad eccezione del motore da 1,0 litro. Il pianale di base Gamma II è stato progettato appositamente per le auto di dimensioni compatte e si adatta facilmente a svariate tipologia di trasmissione. La trazione è anteriore è il motore è disposto in posizione trasversale, le sospensioni anteriori seguono lo schema a ruote indipendenti con braccio trasversale e montante telescopico MacPherson e barra stabilizzatrice, mentre al posteriore è stato adottato il classico schema a ruote interconnesse da un ponte torcente con braccio longitudinale e barra stabilizzatrice. Ammortizzatori idraulici e impianto frenante con avantreno a dischi autoventilati e retrotreno a tamburi.
La sicurezza viene garantita dalla presenta di serie di numerosi dispositivi quali il sistema anti bloccaggio delle ruote motrici (ABS a quattro canali con EBD), airbag frontali, laterali e per la testa apribili a tendina in modo da proteggere anche i passeggeri posteriori, oltre alla presenza degli attacchi isofix. Le versioni intermedie offrono anche il piantone dello sterzo regolabile in altezza, i comandi audio al volante e il controllo elettronico della stabilità e della trazione. Nel 2009 è stata sottoposta ai crash test Euro NCAP totalizzando il risultato complessivo di 4 stelle garantendo una buona protezione per i passeggeri anteriori e posteriori, ma solo una discreta attenzione all'investimento di pedoni.

## Motorizzazioni
La Spark dispone di una gamma motori rinnovata composta da due propulsori a quattro cilindri DOHC con monoblocco in ghisa facenti parte della famiglia motoristica S-Tec II: il piccolo 1.0 16v benzina è un'evoluzione dell'unità già presente sulla vecchia Matiz. Eroga 68 cavalli a 6.400 giri/min per una coppia massima di 93 Nm a 4.800 giri/min garantendo dei bassi costi di gestione. Le emissioni di anidride carbonica sono contenute in 119 grammi al chilometro nel ciclo misto per un consumo di 19,6 km/l. Omologato Euro 5 è disponibile anche nella versione Eco Logic in grado di funzionare alimentato sia a benzina sia a gas GPL grazie al serbatoio di forma toroidale installato direttamente in fabbrica e omologato dalla casa costruttrice. Le Spark 1.0 Eco Logic emettono 110 grammi di anidride carbonica per km. Il cambio è un manuale a 5 rapporti.
Al vertice della gamma è stato montato il nuovo 1.2 sedici valvole, disponibile anche in versione Eco Logic, capace di 81 cavalli a 6.400 giri/min per una coppia motrice di 111 Nm a 4.800 giri/min. Il consumo medio è di 15,1 km/l a benzina e 11,6 nella versione GPL per emissioni di CO2 contenute rispettivamente in 119 e 113 grammi al km. In entrambe le versioni il 1.2 è omologato Euro 5 ed è abbinato al cambio manuale a 5 rapporti.
| Modello           | Disponibilità | Motore                           | Cilindrata cm³ | Potenza       | Coppia max              | Emissioni CO2 (g/Km) | 0–100 km/h (secondi) | Velocità max (Km/h) | Consumo medio (Km/l) |
| 1.0 16V           | dal debutto   | 4 cilindri in linea, Benzina     | 995            | 50 kW (68 CV) | 93 N·m @4.800 giri/min  | 119                  | 15,5                 | 154                 | 19.6                 |
| 1.0 16V Eco Logic | dal debutto   | 4 cilindri in linea, Benzina-GPL | 995            | 50 kW (68 CV) | 93 N·m @4.800 giri/min  | 110                  | 15,5                 | 154                 | 15.2                 |
| 1.2 16V           | dal debutto   | 4 cilindri in linea, Benzina     | 1.206          | 60 kW (81 CV) | 111 N·m @4.600 giri/min | 119                  | 12,2                 | 164                 | 15.1                 |
| 1.2 16V Eco Logic | dal debutto   | 4 cilindri in linea, Benzina-GPL | 1.206          | 60 kW (81 CV) | 111 N·m @4.600 giri/min | 113                  | 12,2                 | 164                 | 11.6                 |

## Restyling 2012

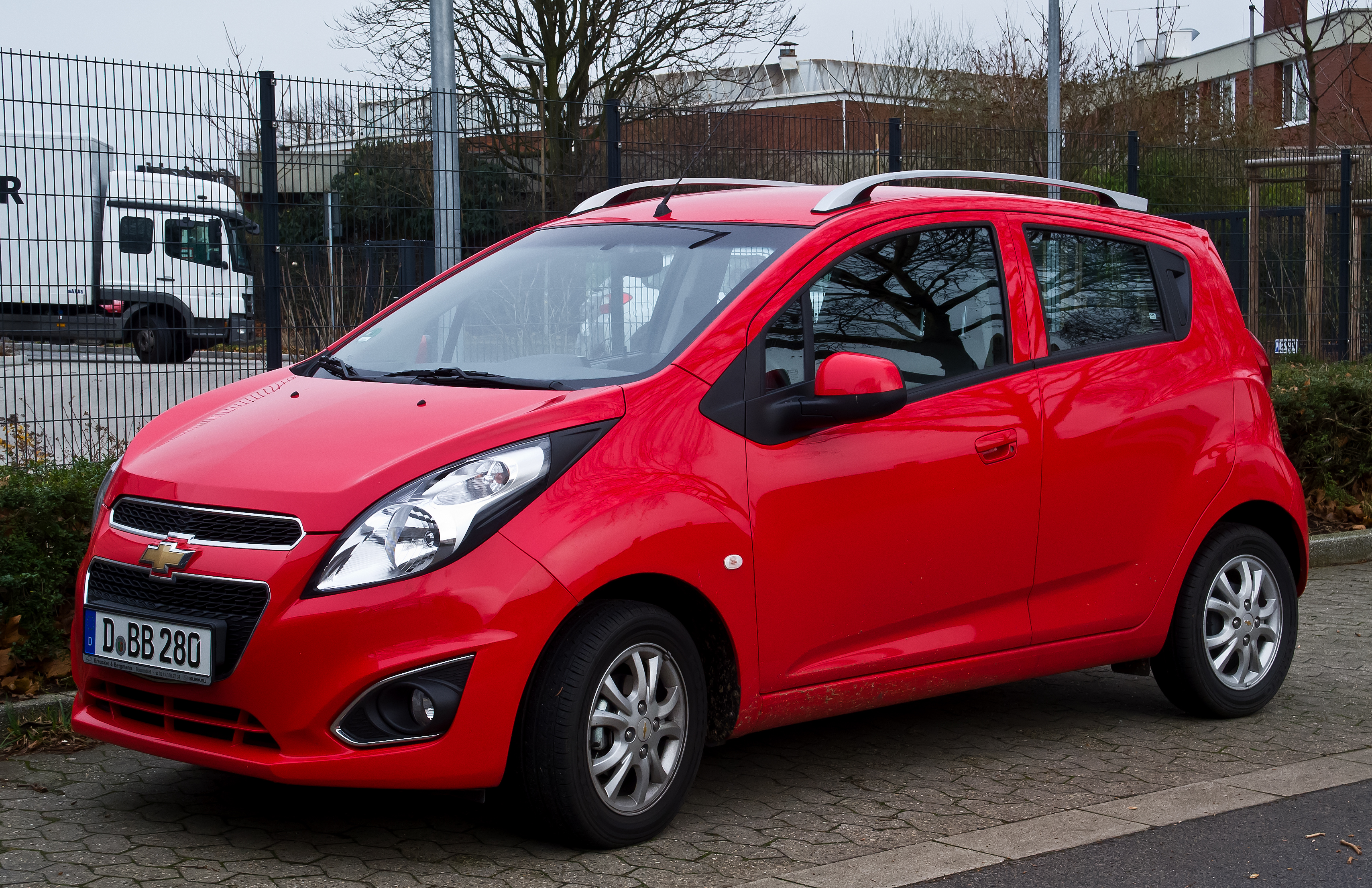
La Spark dopo il facelift del 2012

Al Salone dell'automobile di Parigi, nel 2012, viene svelato il restyling di mezz'età.
Esteticamente viene ridisegnato il frontale, che sfoggia una nuova calandra anteriore integrante la targa e un paraurti ridisegnato.
Nel posteriore vengono ridisegnati leggermente i gruppi ottici e viene ridisegnato il paraurti.
La gamma italiana si compone di 4 versioni: la 1.0, la 1.0 GPL, la 1.2 e la 1.2 GPL. Sulle versioni a GPL non si può montare l'ESC (Electronic Stability Control).